# Zintan
Zintan (Arabisch: الزنتان, Berbers: Tigharmin, "klein kasteel") is een kleine stad in het noordwesten van Libië ca. 136 km ten zuidwesten van Tripoli in de Nafusa-bergen.
In Zintan werd Saif al-Islam, de tweede zoon van Moammar al-Qadhafi, na zijn gevangenneming vastgehouden.